# Nicolaas Klei
Nicolaas Theodoor (Nicolaas) Klei (Amsterdam, 6 januari 1961 – aldaar, 4 januari 2025) was een Nederlands wijnschrijver.
Nicolaas Klei was afgestudeerd in rechtsgeschiedenis en schreef in 1994 zijn eerste boek over wijn, Over de Tong. Hij was de bedenker van het begrip omfietswijn en is de auteur van de standaardwerken Tot op de bodem en Van druif tot dronk en, samen met Harold Hamersma, van Handboek voor de moderne wijnliefhebber. Hij werd bekend door zijn Supermarktwijngids en de Omfietswijngids en columns in kranten en op de radio. In 2001 kwam zijn eerste Supermarktwijngids uit, die vervolgens jaarlijks uit zou komen. Klei had columns en wijnrubrieken in Elsevier Weekblad , Zin en Bouillon! en had een korte tijd zijn eigen magazine genaamd Nicolaas. Ook had hij een radiocolumn op Radio Mangiare!. 
In de zomer van 2015 deed hij mee aan De Slimste Mens. In 2017 werkte hij met wijntips mee aan het boek Armeluiseten: goed en goedkoop eten voor nestverlater, krenten en baliekluivers van Sylvia Witteman. 
In 2021 kwam zijn boekje 'De Slankwandelaar' uit. Hierin beschreef hij op geestige wijze hoe hij met behulp van een stappenteller zich dagelijks slank wandelde. 
Nicolaas Klei was een zoon van journalist Bert Klei. 
Klei was gehuwd en woonde in Amsterdam. Hij overleed onverwachts in januari 2025 op 63-jarige leeftijd.
- International Standard Name Identifier: 0000 0003 6870 1682
- Nederlandse Thesaurus van Auteursnamen: 120221012
- Virtual International Authority File: 285924005